# 신항로 (울산)
신항로(Sinhang-ro, 新港路)는 울산광역시 울주군 청량읍 덕하리 청량 나들목과 남구 황성동 27번 교차로를 잇는 울산광역시의 도로이다.

## 연혁
- 2015년 12월 17일 : 울주군 청량면 덕하리 ~ 남구 성암동 5.18km 구간을 자동차 전용도로로 지정[1]
- 2015년 12월 22일 : 청량 나들목 ~ 남구 황성동 5.6km 구간 개통[2]
- 2017년 4월 27일 : 2개 이상 시·군에 걸쳐있는 도로로 신항로를 고시[3]

## 주요 경유지
울산광역시
- 울주군 청량읍 - 남구 (성암동 · 황성동)

## 노선
- (■): 자동차 전용도로 구간

| 이름                        | 접속 노선                                  | 소재지     | 소재지 | 비고                                      |
| --------------------------- | ------------------------------------------ | ---------- | ------ | ----------------------------------------- |
| 청량 나들목 (청량IC 교차로) | 65호선 동해고속도로 국도 제14호선 (남창로) | 울산광역시 | 울주군 |                                           |
| 덕정교 신용암교             |                                            | 울산광역시 | 울주군 |                                           |
| 용암 교차로                 | 처용산업로                                 | 울산광역시 | 울주군 | 청량IC 방면 진출 불가 용연 방면 진입 불가 |
| 외황강교                    |                                            | 울산광역시 | 울주군 | 성암동 방면 주소 확인 불가                |
| 외황강교                    | 남구                                       | 울산광역시 |        | 성암동 방면 주소 확인 불가                |
| (교차로 명칭 미상)          | 처용로                                     | 울산광역시 |        |                                           |
| (처용암입구)                | 처용로                                     | 울산광역시 |        |                                           |
| 일반부두 교차로             |                                            | 울산광역시 |        |                                           |
| 컨테이너부두 교차로         |                                            | 울산광역시 |        |                                           |
| (용연수질개선사업소)        | 용연로                                     | 울산광역시 |        |                                           |
| (27번 교차로)               | 처용로                                     | 울산광역시 |        |                                           |